# りそうのくに
『りそうのくに』は、平井美里による日本の児童書。

## 概要
『りそうのくに』は、2008年6月16日にハート出版から発行された。作品の舞台はドコナンダ国という他国より文明が遅れた架空の王国。第12回『ホタル賞』グランプリ受賞作品。

### 登録情報
- 出版社 :ハート出版[1]
- 発売日 : 2008年6月16日
- 言語 : 日本語
- 形態 : 単行本
- ページ：64ページ
- コード：ISBN 978-4-8929-5589-1

## あらすじ
古くても自分たちの文化を大事にしている「ドコナンダ国」の国王が亡くなり、便利で刺激的な「アコカイナ国」に住んでいた前国王の甥が国王に選ばれた。
新国王は、民のために時代遅れの国をもっと立派な国に作り替えようと、次から次へと大臣たちに命じ、古い制度を撤廃していく。大臣の多数決で決めていたルールが、王様の意志のみで決められていき自分のことで手一杯になってしまう。
伝統保護大臣は、伝統作成大臣と名を改められ、古い本を全部燃やしてしまうばかりか古い塔、古い教会、古い家をどんどん壊してしまい、文句を言った文化大臣に、
「命令だからやっただけだ。文句があるなら王様に言えばよかろう」と開き直り、文部大臣が王様の悪口を言っている、と王様に告げ口をする。
そればかりか歴史のある建物を壊したことによって
「なんてひどいことをするんだ」「昔からある伝統ある建物なのに」「大切な場所なんだ」と、国民たちの怒りを買ってしまう。
王様の望んだとおり、国は変わったが、王様の気持ちは晴れず
「どうして、誰もわしにありがとうと言ってはくれんのだ」と呟く。
「民のために、新しくて立派なものを建ててやったではないか」と王様。しかし、古い建物を壊されて恨んでいる国民も多く、大臣達も王様の自己中心的な態度に不信感を抱いてそっぽを向いてしまう。
結果的に自分の理想を押し付けているだけと気づいた王様は自責の念に駆られるが唯一残った財務大臣に諭され、新しい文化だけでなく伝統や皆の気持ちも大切にした国づくりを目指そうと見直しを決心するのだった。